# 大坑埔
大坑埔，是新北市瑞芳區的一個地名，位於該區西北部，範圍大致包括吉慶里中西部不含西北端凸出部分、吉安里。
台鐵四腳亭車站位於大坑埔境內，而非四腳亭境內。

## 歷史
台灣清治末期至日治前期，大坑埔地區為一街庄，稱為「大坑埔庄」，隸屬於石碇堡。該庄北與大水窟庄為鄰，東及南與四腳亭庄為鄰，西邊為碇內庄。
1901年（日治明治三十四年）11月，該庄隸屬於基隆廳，編入第二十一區。1905年（明治三十八年）7月，第二十一區改名「𫙮魚坑區」。1920年（大正九年），該庄改制為「大坑埔」大字，隸屬於臺北州基隆郡瑞芳街，大字下有「大坑埔」、「大坑內」小字名。
戰後瑞芳街改制為瑞芳鎮，隸屬於臺北縣，大字亦改制為里。2010年12月，臺北縣升格為新北市，瑞芳鎮改制為瑞芳區。

## 交通
台鐵宜蘭線經過大坑埔地區，並設有四腳亭車站。由此等往東可前往宜蘭、羅東、花蓮、台東等地，往西可在七堵車站連接縱貫線以前往基隆、台北、桃園、新竹、苗栗及中南部各地。
省道台62線即東西向快速公路－萬里瑞濱線，在鄰近的八堵地區設有暖暖交流道。

## 學校
- 吉慶國小